# Eisten (Sögel)
Eisten ist ein Dorf in der Samtgemeinde Sögel im niedersächsischen Landkreis Emsland. Es ist heute ein Gemeindemitglied  der Gemeinde Sögel.

## Geographie

### Geographische Lage
Eisten liegt im Nordosten des Landkreises etwa 4 km südlich von Sögel. Die Kreisstadt Meppen liegt etwa 21 km (Luftlinie) südwestlich von Eisten.
Die Nordradde verläuft nordwestlich des Dorfes.

### Ausdehnung des Dorfgebiets
Eisten umfasst eine Fläche von 7,52 km².

### Nachbarorte
Nachbarorte sind im Norden Sögel, im Osten die Gemeinde Lahn, im Süden die Gemeinden Hüven und Groß Berßen.

## Herkunft des Namens
Um 1000 wird Eisten als Astnun im Corveyer Register erwähnt. Astnun ist zusammengesetzt aus dem Grundwort nun  und dem Bestimmungswort ast. In ast liegt das uralte awist, Schafstall oder Gehöft für Schafzucht, und in dessen Bestimmungswort der Stamm aw, später au, eine Bezeichnung, die für Mutterschaft (Aue) noch heute vorkommt.

## Geschichte
Mit dem Gesetz zur Neugliederung der Gemeinden in den Räumen Leer und Aschendorf-Hümmling wurde das einst selbstständige Dorf Eisten am 1. Januar 1973 in die Gemeinde Sögel eingegliedert.

### Einwohnerentwicklung

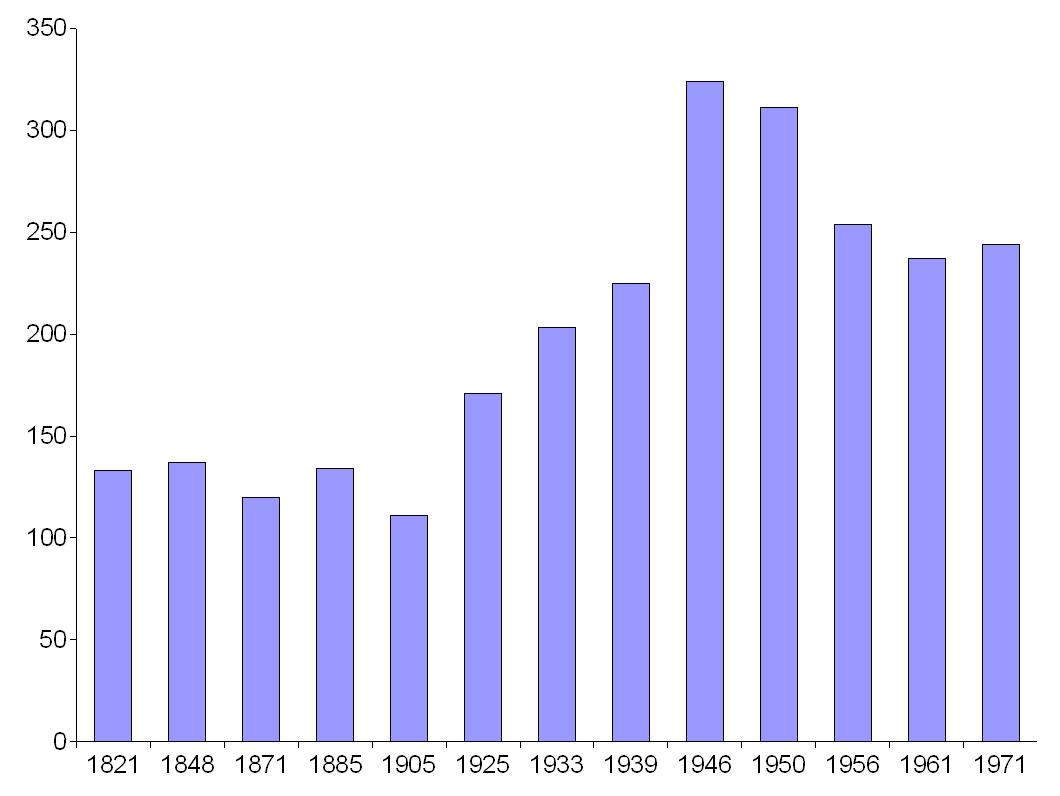
Einwohnerentwicklung von Eisten zwischen 1821 und 1971

| Jahr | Einwohner |
| ---- | --------- |
| 1821 | 133       |
| 1848 | 137       |
| 1871 | 120       |
| 1885 | 134       |
| 1905 | 111       |
| 1925 | 171       |
| 1933 | 203       |
| 1939 | 225       |
| 1946 | 324       |
| 1950 | 311       |
| 1956 | 254       |
| 1961 | 237       |
| 1971 | 244       |